# Alpheus mackayi
Alpheus mackayi är en kräftdjursart som beskrevs av A. H. Banner 1959. Alpheus mackayi ingår i släktet Alpheus och familjen Alpheidae. Inga underarter finns listade i Catalogue of Life.